# Burg Loch (Pinswang)

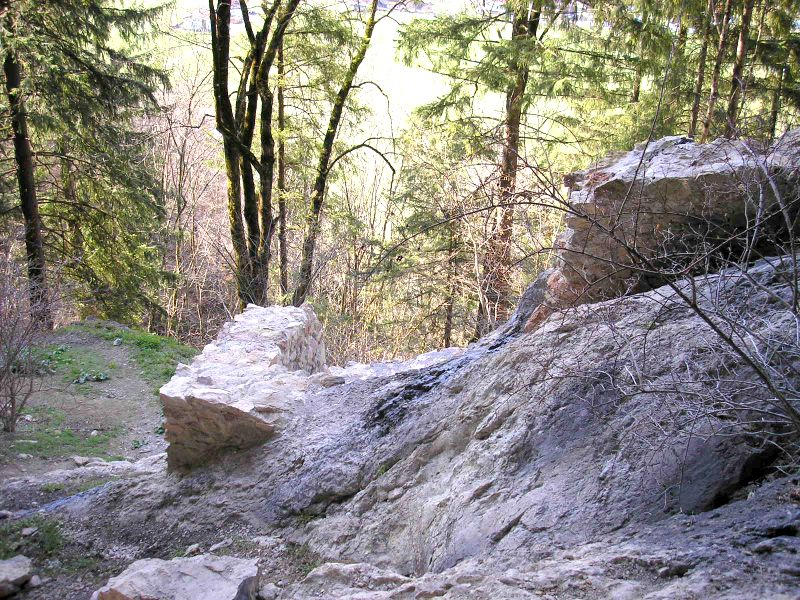
Die sanierten Mauerreste

Die Burg Loch ist die Ruine einer kleinen Höhlenburg über Pinswang bei Reutte in Tirol.

## Lage
Die Burg liegt in 855 m Seehöhe an der Südflanke des Schwarzenberges. Sie wurde in einer natürlichen Grotte auf halber Hanghöhe angelegt. 

## Geschichte
Die Burg wurde wahrscheinlich im 13. Jahrhundert von den edelfreien Herren von Rettenberg-Hoheneck angelegt, die in der Nähe mit der Burg Vilsegg einen weiteren Stützpunkt besaßen. 1265 wird ein Burgmann Conradus de Foramine (Loch) als Zeuge einer Seelgerätsstiftung an das Kloster St. Mang in Füssen urkundlich fassbar.
Ab 1315 erscheint die kleine Veste in den Tiroler Raitbüchern, spätestens seit diesem Jahr muss sich die Anlage in Besitz der Grafen von Tirol befunden haben. Der Besitzübergang erfolgte offensichtlich gewaltsam, da damals über 33 Mark für Reparaturen aufgewendet werden mussten. Hintergrund war der Streit der Herren von Hoheneck bzw. der Grafen von Montfort und der Grafen von Tirol um die Vorherrschaft im Lechtal. 
Die Burghüter auf Loch waren den Hauptleuten der nahen Burg Ehrenberg unterstellt. 1328 wurde das Castrum in Loch erneut belagert. Möglicherweise wollten die Hohenecker den Verlust der Burg rückgängig machen, die Belagerung scheint jedenfalls erfolglos geblieben zu sein.
1348 wurde die Bevölkerung des Lechtales dem Pfleger der Burg Ehrenberg unterstellt, die Territorialbildung des Gerichtes Ehrenberg war damit weitgehend abgeschlossen. Die kleine Höhlenburg war damit weitgehend überflüssig geworden, ab 1352 wurde kein Burghüter mehr bestellt. Die Anlage scheint kurz danach aufgegeben worden zu sein.
1552 wird im Inventar der Burg Ehrenberg von 394 „Falkonenkugeln“ berichtet, die „im Loch funden worden“. Wahrscheinlich diente die Ruine 1546 nochmals als Befestigung gegen die Truppen des Schmalkaldischen Bundes, die hier bei Füssen die Landesgrenze überschritten.  
Der Chronist Matthias Burglechner kann 1609 nur noch von einer Ruine berichten (… ist vor vil Jaren ein Schloß gestanden, so die Veste Loch genannt wird).

## Anlage
Von der Burganlage haben sich noch einige Mauerreste erhalten.
Die Grotte ist ungefähr 35 m breit und maximal 12 m tief und wurde im 13. Jahrhundert durch eine gerade Frontmauer abgeschlossen. Ein ins 14. Jahrhundert datiertes Mauerstück südlich dieser Mauer könnte einem kleinen Torzwinger angehören.
Neben einem etwa 6,5 m langen und etwa 2 m hohen Rest der Frontmauer aus Bruchsteinen sind noch ein Teil einer anstoßenden Innenmauer und ein weiterer Mauerrest erhalten. Wegen der weniger sorgfältigen Ausführung dürften diese Einbauten der Wiederherstellung nach 1315 zuzuordnen sein.
Die Lage des Burgtores ist nicht mehr eindeutig rekonstruierbar, der Zugang erfolgte jedoch eindeutig von Osten, teilweise wohl über eine Holzkonstruktion (Felsabarbeitungen).
Unterhalb der Burg liegt eine rätselhafte Wallanlage am Bergfuß, die 1994 archäologisch untersucht wurde. Dendrochronologisch auf  die zweite Hälfte des 13. Jahrhunderts datierte Holzreste legen eine Funktion als Vorwerk der Burg Loch nahe. Vorher interpretierte man die Wallreste manchmal auch als keltische Viereckschanze. Da diese langrechteckige Wallanlage direkt unterhalb der Höhlenburg gelegen ist und die im ganzen Mittelalter genutzte Römerstraße Via Claudia Augusta der Länge nach durch sie hindurchführt, ist sie als mittelalterliche Straßensperre bzw. Anlage zur Sicherung der Straße zu betrachten; gewissermaßen als Talstation der hochgelegenen Höhlenburg.